# 沖縄県道35号線
沖縄県道35号線（おきなわけんどう35ごうせん）は沖縄県宜野湾市普天間と中頭郡中城村字奥間とを結ぶ一般県道。2006年（平成18年）6月の土砂災害（地すべり）を被って道路をふさがれ、一部区間が約2年半にわたり通行不能になったが2008年（平成20年）12月4日に完全復旧した。

## 概要

### 区間
- 起点：宜野湾市普天間（国道330号）
- 終点：中頭郡中城村字奥間（国道329号、奥間交差点）
- 総延長：5.66km
- 実延長：3.57km

### 通過自治体
- 宜野湾市 - 中頭郡北中城村 - 中頭郡中城村

### 交差する路線
- 国道330号（起点）
- 沖縄県道29号那覇北中城線（北中城村安谷屋 - 中城村新垣）
- 沖縄自動車道（中城村新垣交差点）
  - 中城パーキングエリア
- 国道329号（終点）
- 国道331号（終点・国道329号と重複）

### 重複路線
- 沖縄県道29号那覇北中城線（北中城村安谷屋 - 中城村新垣）

### 路線バス
かつては東陽バスの新垣線が全区間（重複区間含む）通ったが2005年（平成17年）に廃止され、現在単独区間にはコミュニティバス護佐丸バス（東陽バス受託）が運行されている（その他県道29号との重複区間の一部で那覇バスの125番・普天間空港線の中城経由が平日1日1本通るのみ）。

## 歴史
- 戦前、この道路が建設するとき最初は中城村当間に抜ける予定だったが、高低差が大きく急勾配で建設困難だったため、勾配を緩やかにして現在の奥間に抜けるようにされたという。
- 1953年（昭和28年）に琉球政府道35号線として指定。
- 1972年（昭和47年）の本土復帰と同時に県道35号線となる。
- 1987年（昭和62年）に沖縄自動車道北中城インターチェンジアクセス道路となるバイパスが開通。
- 1993年（平成5年）に北中城村安谷屋 - 中城村新垣間とバイパスの部分が主要地方道那覇北中城線（県道29号）となる。
- 2006年（平成18年）6月に梅雨後半の大雨で中城村北上原で土砂災害（地滑り）が発生。その土砂で本路線の一部も被害となり、2年半にわたり通行不能に。被害から1年余後の2007年（平成19年）夏頃にようやく復旧工事に着手し、2008年（平成20年）12月4日に完全復旧した。